# 洛杉矶碉堡

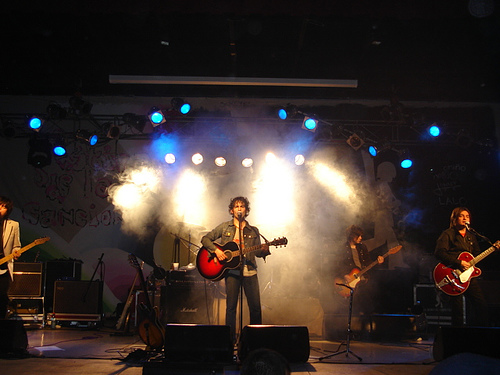

Los Bunkers（洛杉矶碉堡）是智利最著名的摇滚乐队，创立于1999年，成员有：阿尔瓦罗洛佩斯（木吉他，主唱），贡萨洛洛佩兹（贝斯），曼努埃尔拉各斯（鼓手）。
其音乐受披头士、鲍勃迪伦等人影响，也吸收了南美民间音乐的营养，加上他们自身出色的音乐才华，形成了独特的风格。
- 2001年在圣地亚哥发行第一张专辑，获得该年度最佳专辑荣誉。
- 2008年发行专辑《Barrio Estacion》。